# Trenčínská kotlina
Trenčínská kotlina (slovensky Trenčianska kotlina) je geomorfologický podcelek Považského podolí. Leží v centrální části Trenčínského kraje.

## Polohopis
Nachází se na západním Slovensku v jižní části středního Pováží a tvoří jižní část Považského podolí. Má protáhlý tvar ve směru severovýchod-jihozápad, délku cca 18 a šířku do 10 km. Kotlina lemuje Váh, který tvoří osu kotliny a v jehož blízkosti vedou významné dopravní komunikace. Centrum území tvoří v jeho severní části ležící Trenčín. Patří do teplé klimatické oblasti.
Kotlinu ohraničují ze západu výběžky Bílých Karpat (podcelek Bělokarpatského podhůří), z východu Považský Inovec (podcelky Inovecké předhůří a Vysoký Inovec) a Strážovské vrchy (podcelek Trenčínská vrchovina). Severně v Trenčínském průlomu začíná Ilavská kotlina, na jihu v prostoru Beckovské brány začíná Podunajská pahorkatina (podcelek Dolnovážska niva).

## Sídla v Trenčínské kotlině
Trenčínská kotlina patří mezi hustě zalidněná území a kromě množství obcí leží na severním okraji krajské město Trenčín. Osídlení je poměrně rovnoměrné, obce se nacházejí po obou březích Váhu a v údolích řek do něj ústících. Z významnějších sídel lze zmínit obce Drietoma, Trenčianske Stankovce, Trenčianska Turná a Beckov.

## Doprava
Územím vedou důležité dopravní komunikace, spojující východ se západem - mezinárodní silnice E 50 (směřující z Brna na Žilinu) a E 572 (směřující ze Zvolena), vedoucí po silnici I/9. Od Bratislavy vede Povážím na Žilinu dálnice D1 a silnice I/61, po levém (severně od Trenčína po pravém) břehu i silnice II/507. Severojižním směrem vede i železniční trať Bratislava–Žilina, která je součástí V. evropského koridoru a hlavním spojením západního a východního Slovenska. V Trenčíně se na hlavní slovenskou magistrálu připojuje trať na Ponitří.